# Krzysztof Chojnacki
Krzysztof Chojnacki (ur. 16 sierpnia 1983 w Poznaniu) – polski szachista, mistrz międzynarodowy od 2009 roku.

## Kariera szachowa
Wielokrotnie startował w finałach mistrzostw Polski juniorów w różnych kategoriach wiekowych, nie osiągając jednak zdobyczy medalowych. Był również, w barwach klubu "Pocztowiec" Poznań, uczestnikiem turniejów z cyklu drużynowych mistrzostw Polski seniorów oraz juniorów.
Normy na tytuł mistrza międzynarodowego wypełnił w Legnicy (2007), Policach (2008, memoriał Tadeusza Gniota, II m. za Siergiejem Kaliniczewem) oraz Litomyślu (2008/09). Do innych jego sukcesów należą m.in. III m. w Obrze (2005, za Lechem Sopurem i Mirosławem Gawrońskim), dz. II m. w Poznaniu (2005, za Marcinem Szelągiem, wspólnie z Rafałem Przedmojskim), I m. w Poznaniu (mistrzostwa klubu "Pocztowiec" – 2006, 2007) oraz dz. I m. w Rewalu (2009, turniej Konik Morski Rewala, wspólnie z m.in. Radosławem Jedynakiem).
Najwyższy ranking w dotychczasowej karierze osiągnął 1 sierpnia 2012 r., z wynikiem 2444 punktów zajmował wówczas 45. miejsce wśród polskich szachistów.